# Nowa Grobla (obwód tarnopolski)
Nowa Grobla (ukr. Нова Гребля, Nowa Hrebla; dawn. Nowogrobla) – wieś na Ukrainie, w obwodzie tarnopolskim, w rejonie tarnopolskim ( do 2020 brzeżańskim). W 2001 roku liczyła 19 mieszkańców.